# Fenacetin
Fenacetin är ett organiskt preparat, som bildar färglösa kristallblad eller vitt kristallinskt pulver utan lukt och smak. Det är lösligt till en del på 100 delar kokande vatten och till en del på 15 delar alkohol.
Det kan användas som ett verksamt medel mot feber, migrän, ledgångsreumatism och huvudvärk. Det drogs tillbaka från medicinsk användning som farligt från 1970-talet (t.ex. drogs tillbaka i Kanada 1973, och av US Food and Drug Administration 1983). I Sverige förbjöds ämnet 1983.

## Historik
Fenacetin introducerades 1887 i Elberfeld, Tyskland av det tyska företaget Bayer, och användes huvudsakligen som smärtstillande medel. Det var en av de första syntetiska febernedsättande preparat som gick ut på marknaden. Det är också känt historiskt att vara en av de första icke-opioida analgetika utan antiinflammatoriska egenskaper.
Före första världskriget importerade Storbritannien fenacetin från Tyskland. Under kriget utvecklade ett team med Jocelyn Field Thorpe och Martha Annie Whiteley en syntes i Storbritannien.

## Framställning
Den första syntesen rapporterades 1878 av Harmon Northrop Morse.
Fenacetin kan syntetiseras som ett exempel på Williamson-etersyntesen: etyljodid, paracetamol och vattenfritt kaliumkarbonat upphettas i 2-butanon för att ge råprodukten, som omkristalliseras från vatten.

## Farmakologi
Fenacetins smärtstillande effekter beror på dess åtgärder på ryggmärgens sensoriska kanaler. Dessutom har fenacetin en depressiv verkan på hjärtat, där det fungerar som en negativ inotrop. Det är en antipyretik som verkar på hjärnan för att minska hypofysens "börvärde" för temperatur. Det används också för att behandla reumatoid artrit (subakut typ) och interkostal neuralgi.
In vivo inträffar en av två reaktioner. Vanligtvis klyvs fenacetineter för att lämna paracetamol, vilket är det kliniskt relevanta smärtstillande medlet. Under en liten del av tiden avlägsnas acetylgruppen från aminen, vilket ger upphov till cancerframkallande p-fenetidin. Denna reaktion är dock ganska sällsynt, vilket framgår av det faktum att läkemedlet fanns på marknaden i nästan 100 år innan en statistisk länk upprättades, när Kanada, följt av USA, drog tillbaka det från marknaden. 

## Användning

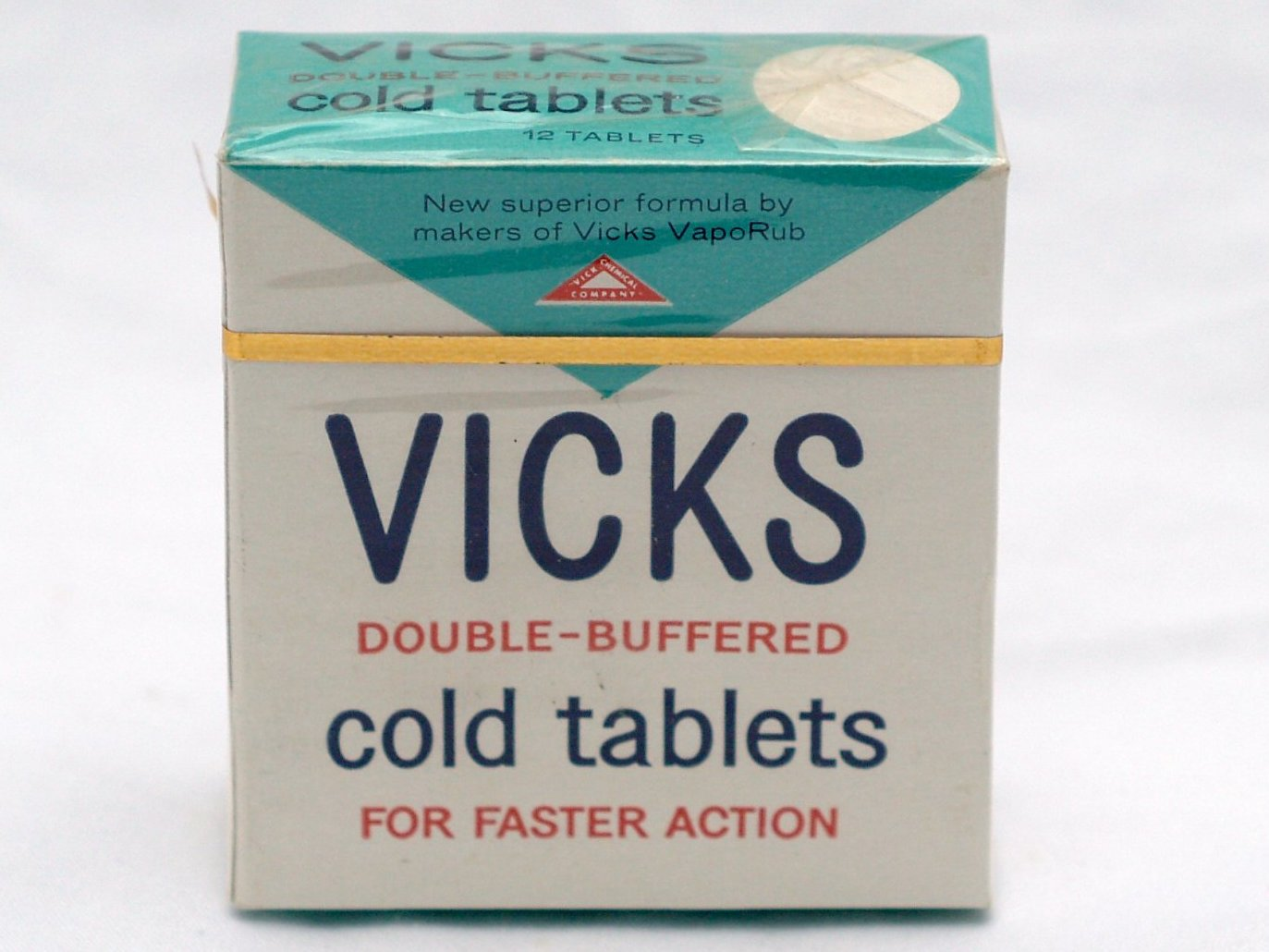
Vicks förkylningstabletter, innehållande salicylamid, fenacetin, pyrilaminmaleat, koffein, efedrinsulfat, magnesiumhydroxid, aluminiumhydroxidkomplex (U.S. Pat. 2,446,981). Patentnumret är från 1948 och dessa tabletter ska ha tillverkats kort därefter.

Fenacetin användes i stor utsträckning fram till tredje kvartalet av 1900-talet, ofta i form av ett A.P.C., eller "aspirin-fenacetin-koffein"-sammansatt smärtstillande medel, som ett botemedel mot feber och smärta. En tidig form (1919) var Vincents APC i Australien.
I USA beordrade Food and Drug Administration i november 1983 tillbakadragande av läkemedel som innehåller fenacetin på grund av dess cancerframkallande och njurskadande egenskaper. Det blev också förbjudet i Indien. Som ett resultat fortsatte vissa märkesvaror och tidigare fenacetinbaserade preparat att säljas, men med fenacetin ersatt av säkrare alternativ. Ett populärt märke av fenacetin var Roches Saridon, som 1983 omformades till att innehålla propyfenazon, paracetamol och koffein. Coricidin omformades också utan fenacetin. Paracetamol är en metabolit av fenacetin med liknande smärtstillande och febernedsättande effekter, men den nya formen har visat sig inte ha fenacetins karcinogenicitet.
Fenacetin har använts som skärmedel för att förfalska kokain i Storbritannien och Kanada på grund av liknande fysikaliska egenskaper. Där har det fått smeknamnet "magi".
På grund av sin låga kostnad används fenacetin för forskning om kristallernas fysikaliska och brytningsegenskaper. Det är en idealisk förening för denna typ av forskning.
I Kanada används fenacetin som laboratoriereagens och i några hårfärgningsmedel (som stabilisator för väteperoxid). Då det anses vara ett receptbelagt läkemedel, innehåller inga marknadsförda läkemedel fenacetin.

## Säkerhet
Fenacetin, och produkter som innehåller fenacetin, har i djurförsök visat sig ha biverkningar och cancerframkallande efterverkan. Hos människor har många fallrapporter involverat produkter som innehåller fenacetin i uroteliala neoplasmer, särskilt urotelcancer i njurbäckenet. Fenacetin klassificeras av International Agency for Research on Cancer (IARC) som cancerframkallande för människor. I en prospektiv serie var fenacetin associerat med en ökad risk för dödsfall på grund av urologiska eller njursjukdomar, död på grund av cancer och död på grund av hjärt-kärlsjukdomar. Dessutom kan personer med brist på glukos-6-fosfatdehydrogenas uppleva akut hemolys eller upplösning av blodkroppar medan de använder detta läkemedel. Akut hemolys är möjlig för patienter som utvecklar ett IgM-svar på fenacetin som leder till immunkomplex som binder till erytrocyter i blod. Erytrocyterna lyseras sedan när komplexen aktiverar komplementsystemet.
Långvarig användning av fenacetin är känt för att leda till smärtstillande nefropati som kännetecknas av renal papillär nekros. Detta är ett tillstånd som resulterar i förstörelse av några eller alla njurpapiller i njurarna. Man tror att metaboliten p-fenetidin är åtminstone delvis orsaken till dessa effekter.
En uppmärksammad död som möjligen kan hänföras till användningen av detta läkemedel var flygpionjären Howard Hughes, som hade använt fenacetin i stor utsträckning för behandling av kronisk smärta. Det uppgavs under hans obduktion att fenacetinanvändning kan ha varit orsaken till hans njursvikt.